# 클로스 (드라마)
《클로스》(영어: Claws)는 미국의 코미디 드라마이다. 2017년 6월 11일 TNT에서 처음 방영을 시작하여 2022년 2월 6일 종영되었다.

## 출연
- 니시 내시
- 캐리 프레스턴
- 주디 레예스
- 커루치 트랜
- 잭 케시
- 케빈 랭킨
- 해럴드 페리노
- 딘 노리스
- 지미 장루이
- 술레이카 매슈